# Rhachicreagra apopsis
Rhachicreagra apopsis är en insektsart som beskrevs av David M. Rowell 2000. Rhachicreagra apopsis ingår i släktet Rhachicreagra och familjen gräshoppor. Inga underarter finns listade i Catalogue of Life.